# Долгополов, Леонид Константинович
Леони́д Константи́нович Долгопо́лов (21 октября 1928 года, Владикавказ — 4 апреля 1995 года, Санкт-Петербург) — советский и российский литературовед, доктор филологических наук.

## Биография
Рос в неполной семье. Его воспитывала мать, библиотекарь по профессии. В 1951 году окончил Саратовский государственный университет. В 1962 году защитил кандидатскую диссертацию «Поэмы Блока „Возмездие“, „Двенадцать“».
Основная сфера интересов — русская литература конца XIX — начала XX веков. Объектом его изучения стали «столпы» Серебряного века. В центре его исследований были русский поэт Александр Блок (1880—1921) и русский поэт и писатель Андрей Белый (1880—1934). Многолетним кропотливым трудом стала подготовка публикации и составление комментариев к роману Андрея Белого «Петербург». Написал первую в СССР книгу и защитил первую в СССР докторскую диссертацию о творчестве Андрея Белого — «Андрей Белый и его роман „Петербург“» (1988). Подготовил для Большой серии «Библиотеки поэта» антологию «Поэты 1880—1890-х годов» (1972), для серии «Литературные памятники» — роман А. Белого «Петербург» (1981).
Работал в Пушкинском Доме и Ленинградском университете. К 1990-м годам творчество Долгополова получило международное признание; литератор несколько раз выступал на симпозиумах в Италии, сделал доклад на конференции во Франции, проводил лекции-беседы в США.